# Тикканен, Ганс
Ганс Тикканен (швед. Hans Tikkanen; род. 6 февраля 1985, Карлстад) — шведский шахматист, гроссмейстер (2010).
Чемпион Швеции (2011—2013, 2017—2018).
Многократный участник различных соревнований в составе национальной сборной по шахматам:
- 1-я всемирная юношеская олимпиада (до 16 лет) в Бататайсе (2001). Выиграл 2 медали: золотую в команде и серебряную в индивидуальном зачёте.
- 2 олимпиады (2012—2014).
- 3 командных чемпионата Европы (2005 — за 3-ю сборную, 2011—2013).

В составе команды «Lund ASK» участник 27-го Кубка европейских клубов (2011) в Рогашка-Слатине. В составе команды города Лунда участник 1-го чемпионата мира по шахматам среди городов (2012) а Эль-Айне.

## Изменения рейтинга
| Графики недоступны из-за технических проблем. См. информацию на Фабрикаторе и на mediawiki.org. |